# Jícaro Galán
Jícaro Galán är en ort i Honduras.   Den ligger i departementet Departamento de Valle, i den sydvästra delen av landet, 70 km söder om huvudstaden Tegucigalpa. Jícaro Galán ligger 55 meter över havet och antalet invånare är 1 370.
Terrängen runt Jícaro Galán är huvudsakligen kuperad, men den allra närmaste omgivningen är platt. Runt Jícaro Galán är det ganska tätbefolkat, med 67 invånare per kvadratkilometer. Närmaste större samhälle är Nacaome, 5,3 km väster om Jícaro Galán. Omgivningarna runt Jícaro Galán är en mosaik av jordbruksmark och naturlig växtlighet.